# Хімік-СКА
Хокейний клуб «Хімік-СКА» Новополоцьк (біл. Хімік-СКА Наваполацак) — хокейний клуб з Новополоцька, Білорусь. Заснований 1993 року. Виступає у Білоруській Екстралізі.
У найсильнішому дивізіоні чемпіонатів Білорусі з 1993 року. «Хімік-СКА» — чемпіон Білорусі (1996, 1997), срібний (1995, 1998), бронзовий (1993, 1994, 1999, 2001) призер; брозовий призер СЄХЛ (1996, 1997, 1998, 1999).

## Історія
Перший матч з хокею із шайбою в Новополоцьку відбувся 23 лютого 1960 року. Зустрічались команди с. Полоцький і с. Боровуха-1. В 1964 році команда «Нафтовик», яка представляла нафтопереробний завод, дебютувала в першості БРСР і посіла 4 місце.
Перший матч першості БРСР в Новополоцьку команда «Нафтовик» провела 17 січня 1965 року і виграла у вітебського «Верстатобудівника» — 5:4.
З 1973 року на республіканській арені новополоцький хокей представляє команда «Двина» виробничого об'єднання «Полімір», перейменована в 1974 році на «Хімік» (Новополоцьк).
Перший міжнародний матч новополоцький «Хімік» провів 19 лютого 1989 року в Новополоцьку з командою «Сталь» (Санок, Польща) і виграв з рахунком 8:1 (Володимир Ментюк — 3, Олександр Якушев — 3, Андрій Васильєв, Федір Ганієв).
27 січня 1990 року введений в дію відкритий майданчик з штучним льодом і проведений матч кубка ВДФСО профспілок «Хімік» (Новополоцьк) — «Белсталь» (Жлобин). З рахунком 8:2 перемогла команда «Белсталь» (А. Гусов, А. Козловський). «Хімік» (Новополоцьк) — чемпіон БРСР 1990 року. У складі команди грали: воротарі — Андрій Кудін, Сергій Якубенок, польові гравці — Андрій Коробов, Андрій Ледак, Валентин Лебедєв, Олег Козловський, Артем Старинський, Андрій Прима, Андрій Гусов, Олег Костіцин, Федір Ганієв, В'ячеслав Садовський, Андрій Васильєв, Володимир Ментюк, Михайло Жидких, Андрій Крук, Юрій Косяк, Олександр Якушев, Руслан Тужиков (тренер — Володимир Катаєв), срібний призер 1986, 1987 і 1989 рокіів, бронзовий — 1980, 1981, 1983 і 1985 років (тренери — В.Г. Голубєв і Володимир Катаєв).
15 березня 1990 року в Рибінську новополоцький «Хімік» виграв кубок ВДФСО профспілок і завоював право грати у другій лізі чемпіонату СРСР.
В сезоні 1990—91 років новополоцький «Хімік» дебютував у другій лізі чемпіонату СРСР і посів 10 місце. Перший матч новополоцький «Хімік» провів 2 жовтня 1990 року з командою «Кварц» (Бор) і програв 1:3 (Володимир Копать).
11 серпня 1994 року відкрився Палац спорту і культури з критою льодовою ареною і трибунами на 1400 осіб. В першому матчі зустрілися «Полімір» (Новополоцьк) — «Німан» (Гродно). З рахунком 4:1 перемогу здобув «Німан» (Андрій Прима).
В 1996 році (головний тренер — Юрій Перегудов) і в 1997 році (головний тренер — Володимир Меленчук) новополоцький «Полімір» — чемпіон Руспубліки Білорусь. В 1995 і 1998 роках — срібний призер, в 1993, 1994, 1999 і 2001 роках — бронзовий призер (тренери — Володимир Катаєв, В.М. Семенов, Ігор Кривошлик, Олександр Шумидуб).
Перший офіційний міжнародний матч півфіналу Кубка Міжнародної федерації хокею «Полімір» (Новополоцьк) провів 10 листопада 1995 року в місті Освенцім (Польща) з командою «Унія» (Освенцім) і виграв з рахунком 4:1 (Олексій Страхов, Анатолій Володкевич, Сергій Ковальчук, Сергій Вітер). У фіналі «Полімір» програв магнітогорському «Металургу» — 1:6 (Володимир Козирєв) і посів друге місце.
Тричі — 11—13 жовтня 1996 року, 14—16 листопада 1997 року і 9—11 жовтня 1998 року в Новополоцьку проводились ігри європейських клубних турнірів.
В 1996 році — чвертьфінал Кубка Європи («Полімір» — 2 місце), в 1997 году і півфінал Континентального кубка («Полімір» — 4 место), в 1998 році — чвертьфінал Континентального кубка («Полімір» – 1 місце).

## Досягнення
- Вища ліга/Білоруська Екстраліга:
  -  Переможці (2) : 1996, 1997
  -  2-е місце (2) : 1995, 1998
  -   3-є місце (4) : 1993, 1994, 1999, 2001
- Східноєвропейська хокейна ліга:
  -   3-є місце (4) : 1996, 1997, 1998, 1999